# ニコライ・ジリャーエフ
ニコライ・セルゲーヴィチ・ジリャーエフ（ロシア語: Никола́й Серге́евич Жиля́ев, ラテン文字転写: Nikolay Sergeyevich Zhilyayev, 1881年11月18日 – 1938年1月20日）はロシア帝国末期からソビエト連邦建国期にかけて活躍した音楽学者・教育者。大粛清の犠牲となった。

## 経歴
1991年、クルスク生まれ。1904年ごろにモスクワ音楽院でミハイル・イッポリトフ＝イワノフとセルゲイ・タネーエフに師事。自らもモスクワ音楽院の教員となり、アレクセイ・スタンチンスキーやアナトーリー・アレクサンドロフ、サムイル・フェインベルクのほか、アラム・ハチャトゥリアンやエフゲニー・ゴルベフらを輩出した。
ロシア音楽科学アカデミーや国立音楽科学研究所の研究員となった。多くの研究論文を遺している。
1937年11月3日に逮捕され、翌1938年1月20日に銃殺刑に処された。1961年4月に名誉回復された。